# 장난감의 영화화 작품 목록
다음은 장난감의 영화화 작품 목록이다.
- 배틀십 (게임)
  - 배틀쉽 (영화)
- 바비
  - 바비 (2023년 영화)
- 바니와 친구들
- 클루
  - 클루 (영화)
- 던전 & 드래곤
  - 던전 드래곤 (영화)
- 젬 앤 더 홀로그램
- G.I. 조
  - 지.아이.조: 전쟁의 서막
  - 지.아이.조 2
- 홀마크 카드
  - 스네이크 아이즈: 지.아이.조
- 화성 침공
- 마스터즈 오브 더 유니버스
  - 마스터 돌프
- 맥스 스틸
- 위저보드
  - 위자 (영화)
  - 위자: 저주의 시작
- 트랜스포머
  - 트랜스포머 (영화)
  - 트랜스포머: 패자의 역습
  - 트랜스포머: 달의 어둠
  - 트랜스포머: 사라진 시대
  - 트랜스포머: 최후의 기사
  - 범블비 (영화)
  - 토마스와 친구들

## 장난감 기반 애니메이션 영화
- 바비
  - 바비의 호두까기 인형
  - 바비의 라푼젤
  - 바비의 백조의 호수
  - 바비의 공주와 거지
  - 바비 12명의 춤추는 공주 이야기
  - 바비 에즈 더 아일랜드 프린세스
  - 바비와 삼총사
  - 바비의 패션 이야기
  - 바비: 프린세스 참 스쿨
- 바이오니클
  - 바이오니클 - 빛의 가면
  - 바이오니클 2 - 메트루 누이의 전설
  - 바이오니클 4 - 전설의 부활
- 브랏츠
- 케어 베어스
- G.I. 조
- 레고
  - 레고: 클러치 파워의 모험
  - 레고 무비
  - 레고 배트맨 무비
  - 레고 닌자고 무비
  - 레고 무비 2
- 마스터즈 오브 더 유니버스
- 미니카
  - 우리는 챔피언
- 마이 리틀 포니
  - 마이 리틀 포니: 이퀘스트리아 걸스
  - 마이 리틀 포니: 이퀘스트리아 걸스 - 레인보우 락
  - 마이 리틀 포니: 이퀘스트리아 걸스 - 우정 게임
  - 마이 리틀 포니: 이퀘스트리아 걸스 - 에버프리의 전설
  - 마이 리틀 포니: 더 무비
  - 극장판 마이 리틀 포니: 새로운 희망
- 플레이모빌
  - 플레이모빌: 더 무비
- 스트로베리 쇼트케이크
- 트롤 돌
  - 트롤 (2016년 영화)
  - 트롤: 월드 투어
- 어글리돌
  - 어글리돌 (영화)
- 픽사 토이 스토리 (시리즈)의 다양한 장난감
  - 토이 스토리
  - 토이 스토리 2
  - 토이 스토리 3
  - 토이 스토리 4

## 같이 보기
- 트랜스포머 (영화 시리즈)
- 해즈브로 완구 기반의 영화 목록
- 비디오 게임을 원작으로 한 영화 목록